# Diastylis fimbriata
Diastylis fimbriata is een zeekommasoort uit de familie van de Diastylidae. De wetenschappelijke naam van de soort is voor het eerst geldig gepubliceerd in 1873 door Sars.